# Eulithis dotata
Eulithis dotata är en fjärilsart som beskrevs av Carl von Linné 1758. Eulithis dotata ingår i släktet Eulithis och familjen mätare. Inga underarter finns listade i Catalogue of Life.